# Digonocryptus
Digonocryptus is een geslacht van insecten uit de orde vliesvleugeligen (Hymenoptera) en de familie Ichneumonidae.

## Soorten
- D. annulitarsis (Cameron, 1885)
- D. arcaeus Aguiar & Ramos, 2011
- D. archisius Aguiar & Ramos, 2011
- D. atrozyrix Aguiar & Ramos, 2011
- D. banius Aguiar & Ramos, 2011
- D. boraeus Aguiar & Ramos, 2011
- D. caceres Aguiar & Ramos, 2011
- D. campygeus Aguiar & Ramos, 2011
- D. caraguatensis Aguiar & Ramos, 2011
- D. cennitus Aguiar & Ramos, 2011
- D. coloratus (Szepligeti, 1916)
- D. coxator Kasparyan & Gonzalez, 2007
- D. crassipes (Brulle, 1846)
- D. chiriquensis (Cameron, 1885)
- D. denticulatus (Taschenberg, 1876)
- D. diversicolor (Viereck, 1913)
- D. domius Aguiar & Ramos, 2011
- D. elegans Aguiar & Ramos, 2011
- D. grossipes (Brulle, 1846)
- D. huntus Aguiar & Ramos, 2011
- D. iageus Aguiar & Ramos, 2011
- D. inermis (Szepligeti, 1916)
- D. inflatus (Brulle, 1846)
- D. meridensis Aguiar & Ramos, 2011
- D. mettus Aguiar & Ramos, 2011
- D. narratorius (Fabricius, 1804)
- D. niger (Szepligeti, 1916)
- D. petrus Aguiar & Ramos, 2011
- D. pitchus Aguiar & Ramos, 2011
- D. propodeator Kasparyan & Ruiz-Cancino, 2005
- D. pulchripes (Cameron, 1886)
- D. rufigaster (Szepligeti, 1916)
- D. rufozyrix Aguiar & Ramos, 2011
- D. sautatus Aguiar & Ramos, 2011
- D. silopoeus Aguiar & Ramos, 2011
- D. sipius Aguiar & Ramos, 2011
- D. siraeus Aguiar & Ramos, 2011
- D. sutor (Fabricius, 1804)
- D. tarsatus (Cresson, 1865)
- D. teleborus Aguiar & Ramos, 2011
- D. thoracicus Kasparyan & Ruiz-Cancino, 2005
- D. variabilis Aguiar & Ramos, 2011
- D. variegatus (Szepligeti, 1916)
- D. varipes (Brulle, 1846)
- D. yacamus Aguiar & Ramos, 2011
- D. yunus Aguiar & Ramos, 2011